# United States Chess League 2008
Die United States Chess League 2008 war die vierte Austragung der United States Chess League, der US-amerikanischen Mannschaftsmeisterschaft im Schach.
Meister wurde der Titelverteidiger Dallas Destiny, der sich wie im Vorjahr im Finale gegen Boston Blitz durchsetzte. Mit den Arizona Scorpions (die in Phoenix (Arizona) und Tucson beheimatet sind) und Chicago Blaze waren zwei neue Teams am Start, so dass der Wettbewerb mit 14 Mannschaften ausgetragen wurde.
Zu den gemeldeten Mannschaftskadern siehe Mannschaftskader der United States Chess League 2008.

## Spieltermine
Die Wettkämpfe der Vorrunde (Regular Season) fanden statt am 27. August, 3., 10., 17. und 24. September, 1., 8., 15., 22. und 29. Oktober 2008, wobei außer in der zweiten und zehnten Runde zwischen einem und drei Wettkämpfen bereits zwei Tage zuvor gespielt wurden. Das Viertelfinale wurde am 10. November gespielt, das Halbfinale am 19. November, und das Finale am 6. Dezember. Alle Wettkämpfe wurde via Internet auf dem Server des Internet Chess Club gespielt.

## Modus
Die 14 teilnehmenden Teams wurden in zwei Siebenergruppen (Eastern Division und Western Division) eingeteilt. Jede Mannschaft spielte je zweimal gegen zwei andere Mitglieder der gleichen Gruppe und je einmal gegen die vier übrigen Mannschaften der gleichen Gruppen und gegen zwei Teams der anderen Gruppe. Über die Platzierung entschied zunächst die Anzahl der Mannschaftspunkte (ein Punkt für einen Sieg, ein halber Punkt für ein Unentschieden, kein Punkt für eine Niederlage), anschließend die Zahl der Brettpunkte (ein Punkt für einen Sieg, ein halber Punkt für ein Unentschieden, kein Punkt für eine Niederlage). Die ersten Vier jeder Gruppe qualifizierten sich für die Finalrunde (Playoff), die im k.-o.-System ausgetragen wurde.

## Vorrunde

### Gruppeneinteilung
Die 14 Mannschaften wurden wie folgt in die zwei Vorrunden eingeteilt:
| Eastern Division       | Western Division        |
| ---------------------- | ----------------------- |
| New York Knights       | San Francisco Mechanics |
| Baltimore Kingfishers  | Miami Sharks            |
| Boston Blitz           | Dallas Destiny          |
| Philadelphia Inventors | Seattle Sluggers        |
| New Jersey Knockouts   | Tennessee Tempo         |
| Queens Pioneers        | Arizona Scorpions       |
| Carolina Cobras        | Chicago Blaze           |

### Eastern Division
Während sich Carolina, Boston und Queens bereits vorzeitig für das Playoff qualifizierten, fiel die Entscheidung um Platz 4 erst in der letzten Runde im direkten Vergleich zwischen New York und New Jersey.

#### Abschlusstabelle
| Pl. | Verein                 | Sp | G | U | V | MP      | Brett-P.  |
| --- | ---------------------- | -- | - | - | - | ------- | --------- |
| 01. | Carolina Cobras        | 10 | 6 | 2 | 2 | 7,0:3,0 | 24,0:16,0 |
| 02. | Queens Pioneers        | 10 | 6 | 2 | 2 | 7,0:3,0 | 23,5:16,5 |
| 03. | Boston Blitz (D)       | 10 | 6 | 0 | 4 | 6,0:4,0 | 23,0:17,0 |
| 04. | New York Knights       | 10 | 5 | 0 | 5 | 5,0:5,0 | 18,0:22,0 |
| 05. | New Jersey Knockouts   | 10 | 3 | 3 | 4 | 4,5:5,5 | 20,0:20,0 |
| 06. | Philadelphia Inventors | 10 | 2 | 0 | 8 | 2,0:8,0 | 15,0:25,0 |
| 07. | Baltimore Kingfishers  | 10 | 1 | 1 | 8 | 1,5:8,5 | 14,0:26,0 |

#### Entscheidungen
|     | qualifiziert für das Playoff: Carolina Cobras, Queens Pioneers, Boston Blitz, New York Knights |
| (D) | Divisionssieger des Vorjahres                                                                  |

### Western Division
Während sich Miami, San Francisco und Dallas schon vorzeitig für das Playoff qualifiziert hatten, fiel die Entscheidung über Platz 4 erst in der letzten Runde zwischen Seattle, Arizona und Chicago.

#### Abschlusstabelle
| Pl. | Verein                  | Sp | G | U | V | MP      | Brett-P.  |
| --- | ----------------------- | -- | - | - | - | ------- | --------- |
| 01. | Miami Sharks            | 10 | 6 | 2 | 2 | 7,0:3,0 | 26,5:13,5 |
| 02. | San Francisco Mechanics | 10 | 6 | 1 | 3 | 6,5:3,5 | 23,5:16,5 |
| 03. | Dallas Destiny (M, D)   | 10 | 6 | 1 | 3 | 6,5:3,5 | 21,0:19,0 |
| 04. | Seattle Sluggers        | 10 | 3 | 3 | 4 | 4,5:5,5 | 18,0:22,0 |
| 05. | Arizona Scorpions (N)   | 10 | 4 | 1 | 5 | 4,5:5,5 | 17,5:22,5 |
| 06. | Chicago Blaze (N)       | 10 | 3 | 2 | 5 | 4,0:6,0 | 19,5:20,5 |
| 07. | Tennessee Tempo         | 10 | 3 | 2 | 5 | 4,0:6,0 | 16,5:23,5 |

#### Entscheidungen
|     | qualifiziert für das Playoff: Miami Sharks, San Francisco Mechanics, Dallas Destiny, Seattle Sluggers |
| (M) | Vorjahresmeister                                                                                      |
| (D) | Divisionssieger des Vorjahres                                                                         |
| (N) | erstmals teilnehmendes Team                                                                           |

## Endrunde

### Übersicht
|  | Viertelfinale           | Viertelfinale |  |  | Halbfinale      | Halbfinale     |   |  | Finale | Finale |
|  |                         |               |  |  |                 |                |   |  |        |        |
|  |                         |               |  |  |                 |                |   |  |        |        |
|  | Carolina Cobras         | 3½            |  |  |                 |                |   |  |        |        |
|  | New York Knights        | ½             |  |  | Carolina Cobras | 1½             |   |  |        |        |
|  |                         |               |  |  | Boston Blitz    | 2½             |   |  |        |        |
|  | Queens Pioneers         | 1½            |  |  |                 |                |   |  |        |        |
|  | Boston Blitz            | 2½            |  |  | Boston Blitz    | 2              |   |  |        |        |
|  |                         |               |  |  |                 | Dallas Destiny | 2 |  |        |        |
|  | Miami Sharks            | 2½            |  |  |                 |                |   |  |        |        |
|  | Seattle Sluggers        | 1½            |  |  | Miami Sharks    | 1              |   |  |        |        |
|  |                         |               |  |  | Dallas Destiny  | 3              |   |  |        |        |
|  | San Francisco Mechanics | 1½            |  |  |                 |                |   |  |        |        |
|  | Dallas Destiny          | 2½            |  |  |                 |                |   |  |        |        |

### Entscheidungen
|  | US-amerikanischer Mannschaftsmeister: Dallas Destiny |

### Viertelfinale
Während sich Carolina deutlich gegen New York durchsetzte, hatten die anderen Wettkämpfe knappe Entscheidungen, die am Ende die Gruppensieger und die Gruppendritten siegreich sahen.

### Halbfinale
Wie im Vorjahr setzten sich Boston und Dallas im Halbfinale durch.

### Finale
Das Finale endete 2:2, so dass die Entscheidung erneut in einem Tiebreak im Blitzschach (mit einer Bedenkzeit von 3 Minuten für die gesamte Partie zuzüglich 3 Sekunden Aufschlag pro Zug) fallen musste. Das Reglement sah vor, dass zunächst die am vierten Brett aufgestellten Spieler gegeneinander spielen mussten. Der Verlierer schied aus, während der Sieger gegen den am nächsthöheren Brett aufgestellten Spieler antrat. Bei einem Remis scheiterten beide Spieler, außer wenn ein am ersten Brett aufgestellter Spieler daran beteiligt war. In diesem Fall wurde die Partie mit vertauschten Farben neu angesetzt. Der Tiebreak war entschieden, sobald alle Spieler der einen Mannschaft ausgeschieden waren. Die Ergebnisse des Tiebreaks lauteten:
| Weiß                          | Schwarz                     | Ergebnis |
| ----------------------------- | --------------------------- | -------- |
| Ilya Krasik (Boston)          | Bayaraa Zorigt (Dallas)     | 0:1      |
| Bayaraa Zorigt (Dallas)       | Marc Esserman (Boston)      | 0:1      |
| Marc Esserman (Boston)        | Igor Schneider (Dallas)     | 1:0      |
| Davorin Kuljašević (Dallas)   | Marc Esserman (Boston)      | 1:0      |
| Jorge Sammour-Hasbun (Boston) | Davorin Kuljašević (Dallas) | 0:1      |
| Davorin Kuljašević (Dallas)   | Larry Christiansen (Boston) | 0,5:0,5  |
| Larry Christiansen (Boston)   | Davorin Kuljašević (Dallas) | 0:1      |

## Auszeichnungen

### Most Valuable Player
Der Titel des Most Valuable Player (MVP) wurde aufgrund der Vorrundenergebnisse vergeben. Für eine Gewinnpartie am ersten Brett erhielt ein Spieler vier Punkte, für eine Niederlage wurden ihm vier Punkte abgezogen. Am zweiten Brett wurden analog drei Plus- beziehungsweise Minuspunkte vergeben, am dritten Brett 2,5 und vierten Brett zwei. Zusätzlich wurde für jede mit den schwarzen Steinen erreichte Gewinn- und Remispartie ein Punkt gutgeschrieben. Den Titel gewann Alex Lenderman (Queens) mit 22 Punkten, auf den Plätzen 2 und 3 folgten Julio Becerra Rivero (Miami) mit 20 Punkten und Sergey Erenburg (Baltimore) mit 16 Punkten.

### Rookie of the Year
Zum zweiten Mal wurde der Titel des Rookie of the Year für den erfolgreichsten Debütanten in der USCL vergeben. Der Titel ging an Alex Lenderman, der 7,5 Punkte aus 8 Partien erreichte.

### Most Improved Player
Ebenfalls zum zweiten Mal wurde der Titel des Most Improved Player vergeben für den Spieler, der seine Turnierleistung im Vergleich zum Vorjahr am meisten steigern konnte. Der Titel ging an Pascal Charbonneau (New York), der seine Leistung um mehr als 300 Punkte (von 2401 auf 2721) steigern konnte.

### All Star Teams
Es wurden drei All Star Teams nominiert. Dem ersten Team gehörten Julio Becerra Ribero (Miami), Davorin Kuljašević (Dallas), Alex Lenderman (Queens) an, dem zweiten Sergey Erenburg (Baltimore), Slava Mikhailuk (Seattle), Marc Esserman (Boston) und Eric Rodriguez (Miami), dem dritten Jaan Ehlvest (Tennessee), Thomas Bartell (Philadelphia), Samuel Shankland (San Francisco) und Ilya Krasik (Boston).

### Game of the Year
Nach jeder Runde wurde eine Partie der Woche (Game of the Week) gewählt, aus den 13 Partien der Woche sowie sieben weiteren Partien wurde die Partie des Jahres (Game of the Year) gewählt. Der Titel ging an die Gewinnpartie von Larry Christiansen (Boston) gegen Marko Zivanic (Dallas) aus dem Finale, auf den Plätzen 2 und 3 folgten die Gewinnpartien von Sergey Erenburg (Baltimore) gegen Jorge Sammour-Hasbun (Boston) aus der achten Runde und von Jorge Sammour-Hasbun gegen David Pruess (San Francisco) aus der fünften Runde.

## Die Meistermannschaft
| 1.            | Dallas Destiny |
| Schachfiguren | Davorin Kuljašević, Drasko Bošković, Marko Zivanic, John Bartholomew, Igor Schneider, Bayaraa Zorigt, Karina Wazirowa, Andrei Zaremba. |